# Château de Québriac
Le château de Québriac est un édifice de la commune de Québriac, dans le département d’Ille-et-Vilaine en région Bretagne. 

## Localisation
Il se trouve dans le nord du département et au nord de la sortie du bourg de Québriac. 

## Historique
Le château date de 1827 et est l'œuvre de l’architecte Louis Richelot. 
Il est inscrit au titre des monuments historiques depuis le 4 juin 2007,.